# Giuseppe Buompane
Giuseppe Buompane (Caserta, 4 settembre 1982) è un politico italiano.

## Biografia
Nato a Caserta, vive a Frignano. È sposato e ha due figli. Laureato in giurisprudenza e in scienze giuridiche, è titolare dello Studio Legale Buompane a Napoli.
Alle elezioni politiche del 2018 viene eletto alla Camera dei Deputati nel collegio uninominale di Santa Maria Capua Vetere, sostenuto dal Movimento 5 Stelle.
È stato deputato della Repubblica nella XVIII Legislatura (dal 23 marzo 2018 al 12 ottobre 2022), componente della Commissione Speciale per l’esame di atti del Governo (dall’11 aprile 2018 al 21 giugno 2018), componente della V Commissione (Bilancio, Tesoro e Programmazione, dal 21 giugno 2018), vice presidente della medesima Commissione (dal 21 giugno 2018 al 28 luglio 2020), componente della Commissione Parlamentare di Inchiesta sul Sistema Bancario e Finanziario (dal 1 agosto 2019), componente dell’Intergruppo Parlamentare Aerospazio e Innovazione e componente del Comitato Congiunto Paritetico per il rinnovo del Consiglio dell'Ufficio Parlamentare di Bilancio.
Ha presentato come primo firmatario le seguenti proposte di legge:
- "Modifiche all'articolo 12 del testo unico in materia di società a partecipazione pubblica, di cui al decreto legislativo 19 agosto 2016, n. 175, concernenti la giurisdizione della Corte dei conti per danno erariale nei casi di danno arrecato al patrimonio delle società partecipate da amministrazioni pubbliche”;
- “Modifica del titolo VIII della parte seconda del testo unico delle leggi sull’ordinamento degli enti locali, di cui al decreto legislativo 18 agosto 2000, n. 267, in materia di enti locali in situazione di criticità finanziaria o di squilibrio eccessivo”.

Ha presentato come cofirmatario le seguenti proposte di legge:
- "Disposizioni in materia di gestione pubblica e partecipativa del ciclo integrale delle acque”;
- “Istituzione di una Commissione parlamentare di inchiesta sul fenomeno delle mafie e sulle altre associazioni criminali, anche straniere”;
- “Modifica all'articolo 172 del codice della strada, di cui al decreto legislativo 30 aprile 1992, n. 285, concernente l'obbligo di installazione di dispositivi per prevenire l'abbandono di bambini nei veicoli chiusi”;
- “Modifiche agli articoli 132-ter e 134 del codice di cui al decreto legislativo 7 settembre 2005, n. 209, in materia di definizione dei premi relativi all'assicurazione obbligatoria per i veicoli a motore”;
- “Disposizioni per la promozione dell'utilizzo condiviso di veicoli privati (car sharing)”;
- "Modifiche alla legge 20 maggio 1985, n. 222, in materia di destinazione di parte della quota dell'otto per mille del gettito dell'imposta sul reddito delle persone fisiche a diretta gestione statale a interventi per il sostegno della ricerca medico-scientifica nonché di obbligo di informazione e propaganda da parte dello Stato”;
- "Modifiche al decreto legislativo 21 aprile 2011, n. 67, concernenti l'accesso anticipato al pensionamento per i lavoratori delle imprese edili e affini”;
- "Introduzione dell'articolo 17-bis della legge 31 dicembre 2009, n. 196, concernente la valutazione degli effetti economico-sociali di disposizioni legislative aventi conseguenze finanziarie”;
- "Disposizioni concernenti l'installazione obbligatoria di defibrillatori automatici esterni”;
- "Delega al Governo per la revisione della disciplina concernente il reclutamento e la formazione dei volontari delle Forze armate, l'ammissione al servizio permanente e il collocamento lavorativo al termine del servizio”;
- "Misure per lo sviluppo e la rigenerazione economica e sociale dei comuni delle aree interne”;

Infine, è stato relatore (sia in sede consultiva che referente) di molti provvedimenti fra i quali:
- Conversione in legge, con modificazioni, del decreto-legge 25 luglio 2018, n. 91, recante proroga di termini previsti da disposizioni legislative; DL 87/2018: Disposizioni urgenti per la dignità dei lavoratori e delle imprese, c.d. "Decreto Dignità”;
- DL 1/2019: Misure urgenti a sostegno della Banca Carige Spa – Cassa di risparmio di Genova e Imperia;
- Modifica dell'articolo 416-ter del codice penale in materia di voto di scambio politico-mafioso;
- Modifiche al codice penale, al codice di procedura penale e altre disposizioni in materia di tutela delle vittime di violenza domestica e di genere; Disposizioni per assicurare l'applicabilità delle leggi elettorali indipendentemente dal numero dei parlamentari;
- L. 22/2019: Misure urgenti per assicurare sicurezza, stabilità finanziaria e integrità dei mercati, nonché tutela della salute e della libertà di soggiorno dei cittadini italiani e di quelli del Regno Unito, in caso di recesso di quest'ultimo dall'Unione europea;
- Norme sull'esercizio della libertà sindacale del personale delle Forze armate e dei corpi di polizia ad ordinamento militare, nonché delega al Governo per il coordinamento normativo;
- Modifiche agli articoli 314 e 315 del codice di procedura penale in materia di riparazione per ingiusta detenzione ai fini della valutazione disciplinare dei magistrati; DL 124/2019: Disposizioni urgenti in materia fiscale e per esigenze indifferibili, c.d. "D.L. Fiscale 2019”);
- D.L. 73/2021, c.d. Decreto “Sostegni bis”.

Ricopre attualmente il ruolo politico di Coordinatore Provinciale di Caserta del Movimento 5 Stelle.